# Destanee Aiava
Destanee Aiava (* 10. Mai 2000 in Melbourne, Victoria) ist eine australische Tennisspielerin.

## Karriere
Aiava spielt vor allem auf der ITF Women’s World Tennis Tour, wo sie bislang 10 Turniersiege im Einzel und 14 im Doppel erringen konnte.
Aiava erhielt 2016 für die Qualifikation zu den Hobart International eine Wildcard und schied dort gegen Urszula Radwańska in der ersten Runde mit 0:6 und 1:6 aus. Für die Qualifikation zu den Australian Open erhielt sie ebenfalls eine Wildcard. Auch bei ihrem ersten Auftritt auf einem Grand-Slam-Turnier musste sie sich bereits in der ersten Qualifikationsrunde geschlagen geben (3:6 und 2:6 gegen Anastasija Sevastova). Im Dezember gewann sie die australischen Tennismeisterschaften bei den U-18-Juniorinnen. Für diesen Erfolg erhielt sie eine Wildcard für die Hauptrunde der Australian Open 2017.
Am 1. Januar 2017 stand sie beim WTA-Turnier in Brisbane nach erfolgreicher Qualifikation erstmals in der Hauptrunde eines WTA-Turniers. Dort gelang ihr mit einem Sieg über Bethanie Mattek-Sands als erster Tennisspielerin, die nach dem 1. Januar 2000 geboren wurde, ein Erfolg auf der WTA Tour.
Im Jahr 2018 spielte Aiava erstmals für die australische Billie-Jean-King-Cup-Mannschaft; ihre Billie-Jean-King-Cup-Bilanz weist bislang einen Sieg aus.

## Turniersiege

### Einzel
| Nr. | Datum             | Turnier    | Kategorie   | Belag     | Finalgegnerin      | Ergebnis       |
| --- | ----------------- | ---------- | ----------- | --------- | ------------------ | -------------- |
| 1.  | 26. Februar 2017  | Perth      | ITF $25.000 | Hartplatz | Viktória Kužmová   | 6:1, 6:1       |
| 2.  | 26. März 2017     | Mornington | ITF $25.000 | Sand      | Barbora Krejčíková | 6:2, 4:6, 6:2  |
| 3.  | 15. April 2018    | Osaka      | ITF $25.000 | Hartplatz | Rebecca Marino     | 6:3, 7:62      |
| 4.  | 24. März 2019     | Canberra   | ITF W25     | Sand      | Risa Ozaki         | 6:2, 6:2       |
| 5.  | 27. November 2022 | Traralgon  | ITF W25     | Hartplatz | Lizette Cabrera    | 6:3, 64:7, 6:4 |
| 6.  | 20. August 2023   | Aldershot  | ITF W25     | Hartplatz | Alexandra Eala     | 3:6, 6:4, 6:1  |
| 7.  | 8. Oktober 2023   | Cairns     | ITF W25     | Hartplatz | Lizette Cabrera    | kampflos       |
| 8.  | 5. November 2023  | Sydney     | ITF W60     | Hartplatz | Astra Sharma       | 6:3, 6:4       |
| 9.  | 13. Oktober 2024  | Cairns     | ITF W35     | Hartplatz | Maddison Inglis    | 6:2, 4:6, 7:5  |
| 10. | 17. November 2024 | Brisbane   | ITF W50     | Hartplatz | Lizette Cabrera    | 7:64, 4:6, 6:3 |

### Doppel
| Nr. | Datum              | Turnier    | Kategorie      | Belag     | Partnerin          | Finalgegnerinnen                    | Ergebnis         |
| --- | ------------------ | ---------- | -------------- | --------- | ------------------ | ----------------------------------- | ---------------- |
| 1.  | 28. September 2019 | Darwin     | ITF W60        | Hartplatz | Lizette Cabrera    | Alison Bai Jaimee Fourlis           | 6:4, 2:6, [10:3] |
| 2.  | 5. Oktober 2019    | Brisbane   | ITF W25        | Hartplatz | Naiktha Bains      | Alison Bai Paige Hourigan           | 6:3, 6:3         |
| 3.  | 11. Juni 2021      | Madrid     | ITF W25        | Hartplatz | Olivia Gadecki     | Mana Ayukawa Han Na-lae             | 6:3, 6:3         |
| 4.  | 5. November 2022   | Sydney     | ITF W60        | Hartplatz | Lisa Mays          | Alexandra Osborne Jessy Rompies     | 5:7, 6:3, [10:6] |
| 5.  | 26. November 2022  | Traralgon  | ITF W25        | Hartplatz | Katherine Westbury | Priska Madelyn Nugroho Ankita Raina | 6:1, 4:6, [10:5] |
| 6.  | 11. Februar 2023   | Burnie     | ITF W25        | Hartplatz | Naiktha Bains      | Lily Fairclough Olivia Gadecki      | 6:3, 7:5         |
| 7.  | 5. August 2023     | Foxhills   | ITF W25        | Hartplatz | Rutuja Bhosale     | Talia Gibson Petra Hule             | 6:2, 6:3         |
| 8.  | 18. August 2023    | Aldershot  | ITF W25        | Hartplatz | Sarah Beth Grey    | Erina Hayashi Saki Imamura          | 6:4, 6:3         |
| 9.  | 16. September 2023 | Perth      | ITF W25        | Hartplatz | Maddison Inglis    | Misaki Matsuda Naho Satō            | 6:1, 6:4         |
| 10. | 23. September 2023 | Perth      | ITF W25        | Hartplatz | Maddison Inglis    | Talia Gibson Taylah Preston         | 6:3, 7:63        |
| 11. | 8. Oktober 2023    | Cairns     | ITF W25        | Hartplatz | Taylah Preston     | Roisin Gilheany Alicia Smith        | 7:65, 7:5        |
| 12. | 4. November 2023   | Sydney     | ITF W60        | Hartplatz | Maddison Inglis    | Kyōka Okamura Ayano Shimizu         | 6:0, 6:0         |
| 13. | 18. Mai 2024       | Madrid     | ITF W100       | Sand      | Eleni Christofi    | Andrea Gámiz Eva Vedder             | 6:3, 2:6, [10:5] |
| 14. | 17. November 2024  | Brisbane   | ITF W50        | Hartplatz | Maddison Inglis    | Yūki Naitō Ankita Raina             | 6:3, 6:4         |
| 15. | 7. Juni 2025       | Birmingham | WTA Challenger | Rasen     | Cristina Bucșa     | Alicia Barnett Elixane Lechemia     | 6:4, 6:2         |

## Abschneiden bei Grand-Slam-Turnieren

### Einzel
| Turnier         | 2016 | 2017 | 2018 | 2019 | 2020 | 2021 | 2022 | 2023 | 2024 | 2025 | Karriere |
| --------------- | ---- | ---- | ---- | ---- | ---- | ---- | ---- | ---- | ---- | ---- | -------- |
| Australian Open | Q1   | 1    | 1    | 1    | Q3   | 1    | Q1   | Q2   | Q3   | 2    | 2        |
| French Open     | —    | Q1   | Q1   | —    | —    | —    | —    | —    | Q1   | 1    | 1        |
| Wimbledon       | —    | Q3   | —    | Q1   |      | Q1   | —    | —    | Q2   | Q2   | —        |
| US Open         | —    | Q2   | Q1   | Q1   | —    | —    | —    | —    | 1    |      | 1        |

Zeichenerklärung: S = Turniersieg; F, HF, VF, AF = Einzug ins Finale / Halbfinale / Viertelfinale / Achtelfinale; 1, 2, 3 = Ausscheiden in der 1. / 2. / 3. Hauptrunde; Q1, Q2, Q3 = Ausscheiden in der 1. / 2. / 3. Qualifikationsrunde; nicht ausgetragen

### Doppel
| Turnier         | 2017 | 2018 | 2019 | 2020 | 2021 | 2022 | 2023 | 2024 | 2025 | Karriere |
| --------------- | ---- | ---- | ---- | ---- | ---- | ---- | ---- | ---- | ---- | -------- |
| Australian Open | 1    | —    | 1    | 1    | 1    | —    | —    | 2    | 1    | 2        |
| French Open     | —    | —    | —    | —    | —    | —    | —    | —    | —    | —        |
| Wimbledon       | —    | —    | —    |      | —    | —    | —    | —    |      | —        |
| US Open         | —    | —    | —    | —    | —    | —    | —    | —    |      | —        |